# Distribution de l'aumône et mort d'Ananie

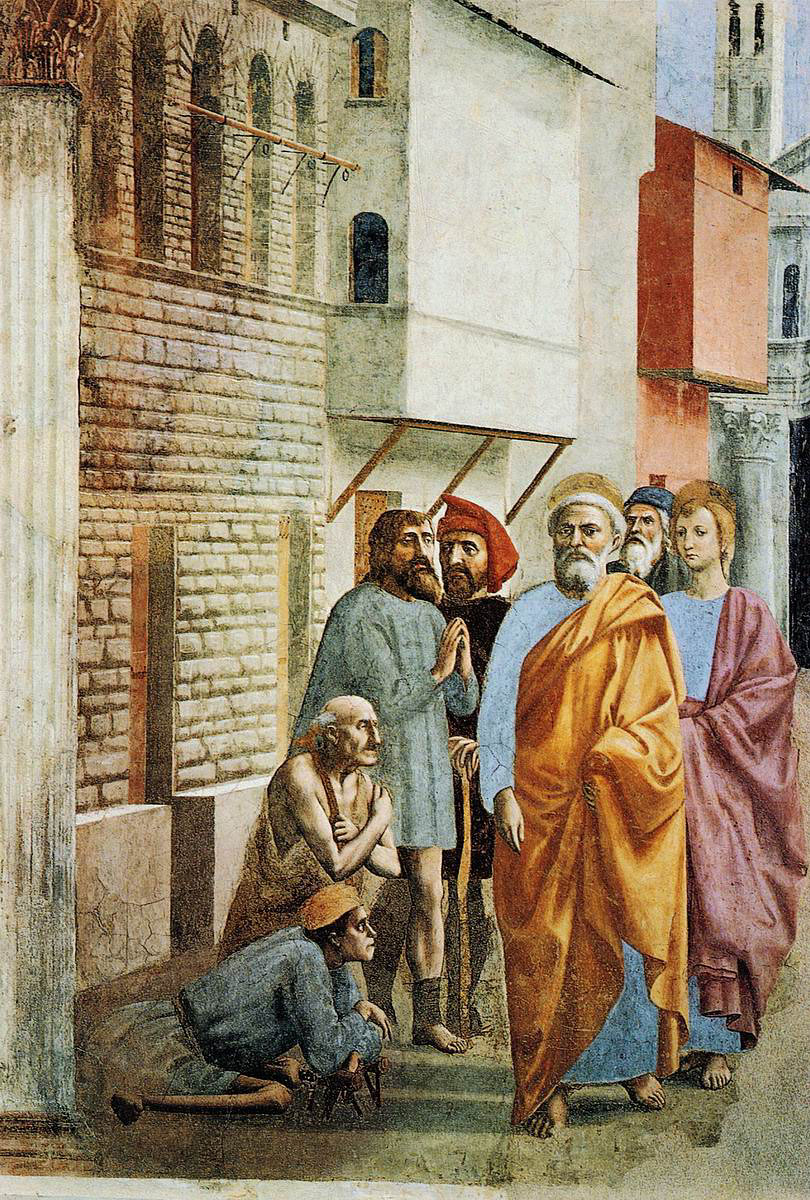
Saint Pierre guérit les malades avec son ombre.

La Distribution de l'aumône et la mort d'Ananie est une fresque de Masaccio qui fait partie de la décoration de la chapelle Brancacci dans l'église Santa Maria del Carmine à Florence. L'œuvre, datable vers 1425-1428 (230 × 170 cm), dépeint une scène des Histoires de saint Pierre tirées des Actes des apôtres (IV, 34-35 et V, 1-5).

## Histoire
Les fresques de la chapelle Brancacci sont une énigme pour les historiens du fait de l'absence de documentation authentifiée. Peut-être commandées à Masolino, qui avait le jeune Masaccio comme assistant, des preuves indirectes permettent de savoir qu'elles ont dû être commencées en 1424 et qu'à partir de 1425, elles sont exécutées par Masaccio seul après le départ de Masolino pour la Hongrie. En 1428, Masaccio partit pour Rome où il meurt peu de temps après, laissant l'ensemble incomplet. Le registre inférieur est le dernier être achevé et connait un changement dû à l'absence de Masolino et à l'évolution du style de Masaccio, qui y travaille après avoir été à Pise.
La scène de la Distribution de l'aumône est généralement datée parmi les dernières fresques réalisées : entre 1426 (Bologne), 1427 (Parronchi) et 1427-1428 (Psaumes).
La scène, sauvée des repeints baroques subis par la voûte, a été noircie par l'incendie de 1771 qui a détruit une grande partie de la basilique. Ce n'est qu'avec la restauration de 1983-1990 qu'il a été possible de retrouver la couleur brillante d'origine et que les repeints ont été éliminées.

## Description et style

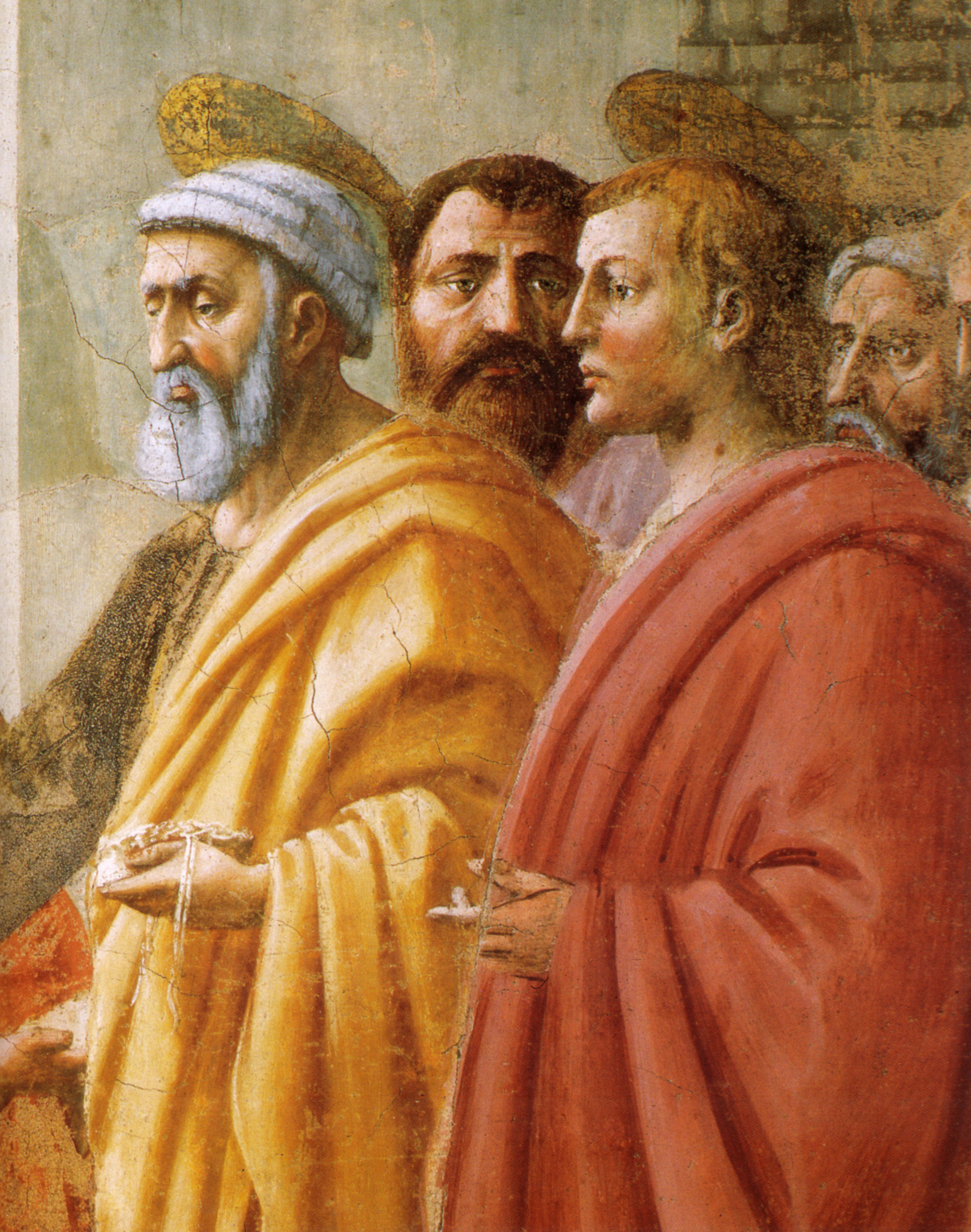
Détail.

La scène est située dans le registre inférieur du décor de la chapelle, sur le mur derrière l'autel, à droite. Dans les Actes, les événements sont décrits immédiatement avant ceux de la fresque de gauche, Saint Pierre guérit les malades avec son ombre : les premiers croyants chrétiens s'entraidaient, et ceux qui avaient des champs ou des maisons les vendaient et mettaient l'argent de la vente à disposition de tous, comme les apôtres qui distribuaient à chacun selon ses besoins. Dans cette fresque, saint Pierre et saint Jean  distribuent des pièces à des personnes dans le besoin, dont une femme avec un enfant dans les bras, symbole même de la charité. L'homme qui est mort au sol, Ananie, avait été puni parce qu'il avait gardé une partie du produit de la vente de sa terre pour lui-même (5, 1-11). Cet épisode, comme le Paiement du tribut, peut être lu comme un appel à la solidarité mutuelle à la suite de la mise en place du cadastre florentin (1427). De plus, si la scène de la guérison rappelle comment l'Église romaine, fondée par Pierre, se soucie d'apporter la guérison et le salut aux fidèles, dans cette fresque, elle est personnifiée comme le distributeur des biens et le punisseur des méchants.
Cette scène, comme celle symétrique de Saint Pierre guérit les malades avec son ombre, se déroule entre des bâtiments dans la rue d'une ville, probablement Florence (la scène originale se déroule à Jérusalem). L'histoire sacrée est ainsi actualisée et rapprochée du monde du spectateur, mais les digressions anecdotiques trouvées chez des artistes gothiques internationaux, comme Masolino lui-même dans la fresque de la Guérison de l'infirme et la résurrection de Tabitha, sont absentes. Par exemple, la neige sur les montagnes a une signification narrative précise, représentant la rigueur de l'hiver et la condition dramatique et urgente des protagonistes, vêtus de tissus légers.
La scène se caractérise par la maturité stylistique de Masaccio, qui rend l'expressivité des personnages plus vigoureuse, ainsi que par la composition du fond plus articulé, avec des volumes architecturaux moins stéréotypés. La disposition des personnages est cependant plus statique que celle de Saint Pierre guérit des malades avec son ombre, la fuite en perspective étant bloquée par le cercle des personnages et le haut bâtiment blanc en arrière-plan.
Les lignes de perspective de cette scène et de celle symétrique convergeaient au centre du mur, là où le Crucifiement de Pierre de Masaccio était situé, sous la fenêtre primitive.
Les personnages sont identifiés avec des traits individuels peu nombreux mais suffisants, en évitant la caractérisation générique de Masolino. Meller a émis l'hypothèse que le personnage vêtu de rouge, à moitié caché entre saint Pierre et la femme avec l'enfant, soit l'un des cardinaux de la famille Brancacci, Rainaldo ou Tommaso : grâce à sa position en arrière-plan, il aurait été sauvé de la destruction des portraits de la famille Brancacci après 1436.
Une partie du corps d'Ananie (y compris les mains) et le manteau mauve de Jean ont été repeints par Filippino Lippi en raison de la chute du plâtre : certains des ajouts ultérieurs, sur la marge gauche, ont été supprimés lors de la restauration de 1988.

## Source de traduction
- (it) Cet article est partiellement ou en totalité issu de l’article de Wikipédia en italien intitulé « Distribuzione delle elemosine e morte di Anania » (voir la liste des auteurs).